# 巴西黑黃檀
巴西黑黃檀（学名：Dalbergia nigra）又名巴西玫瑰木，是巴西特有的一種豆科植物，它們只生長於巴西東南部的森林之中，因為受到環境破壞的影響，巴西黑黃檀現正處於受威脅的狀態，故受到國際公約的保護，限制其貿易活動。
其种加词“nigra”意为“黑色的，暗色的”。

## 特徵

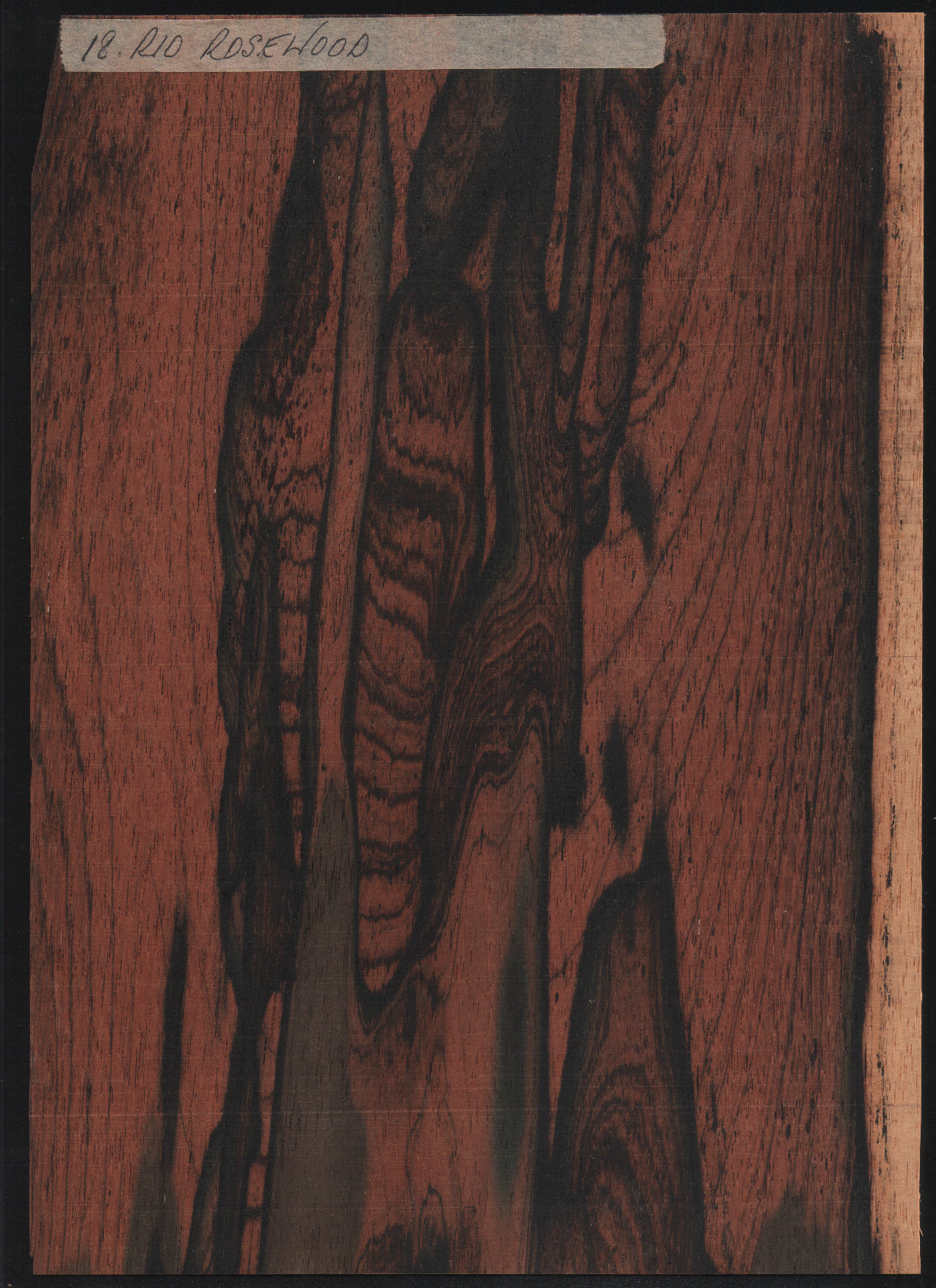
巴西黑黃檀獨特的花紋

巴西黑黃檀是既堅硬又沈重的木材，不同地區生產的黑黃檀顏色差異甚大，從磚紅色到各種棕色（中等棕色至黑棕色）都有。帶有黑木紋點綴的黑黃檀木材被稱為蜘蛛網（spider webbing）或是山水紋（landscape grain），尤為珍貴。黑黃檀的另一個顯著優點是它具有非常良好的共振效果，當輕敲一塊切割好的黑黃檀木塊時，會有類似於敲擊金屬般的迴聲發出，加之木材本身擁有極其美麗的花紋，其特點使它在數個世紀以來成為樂器製造商之間最受歡迎的製造原料之一。
巴西黑黃檀對昆蟲具有很強的抗性。另外在黃檀屬植物中有許多近似的樹種極容易和巴西黑黃檀混淆，不過仍可以透過觀察其顏色深淺和树脂的差異來識別品種。除了商業用途之外，現今有關巴西黑黃檀的生態與其繁殖狀況仍缺乏相關的專業研究。

## 用途
巴西黑黃檀自數百年前首次被引入欧洲及世界各地的市場後，該品種的木材製品便大為流行，尤其用黑黃檀製成的高檔家具更是廣受喜愛，例如於18世紀末到19世紀初期摄政时代所生產的黑黃檀家具，以及近來由斯堪的纳维亚地區製造商所生產的丹麥式設計現代家具，皆普遍受到大眾的追捧。巴西黑黃檀還可被用於製造各種樂器、木器裝飾、刀柄與木旋藝品。許多高硬度的黑黃檀木材被切成薄片或是裝飾品以製成牆板、家用或辦公用傢俱等精緻的木材商品，此外黑黃檀也是許多藝術家喜歡使用的細木鑲嵌材料之一。
用古老巴西黑黃檀所製成的古典木吉他被視為上乘樂器，人們認為黑黃檀具有極佳的發聲效果，其獨特的木材紋路也為吉他增添光彩。早在文艺复兴晚期和巴洛克艺术時期的黑黃檀已廣泛被用於製造樂器，當時的制琴師用黑黃檀來製作魯特琴的琴背與弦樂器的其他部分，另外黑黃檀也可製成木管乐器，例如低音管或是笛。
在歷史上，巴西黑黃檀曾被用作幾款高級香水商品的關鍵原料，它的葉子與木材皆可提煉製成「玫瑰木油」，最著名的例子是香奈尔五号香水，其內容物便含有玫瑰木油的成分。

## 分佈
黑黃檀是僅在巴西生長的特有種，它們原產於巴伊亞內陸森林一帶，是巴西东南部大西洋沿岸森林所特有的植物，由於黑黃檀需要生長在肥沃的土壤以其氣候溼熱的棲息地之中，因此目前只有在巴西南方的巴伊亞州、圣埃斯皮里图州、米纳斯吉拉斯州和里約熱內盧州發現過黑黃檀的蹤跡。

## 保護狀況
現今黑黃檀已被登錄為國際自然保護聯盟瀕危物種紅色名錄所認定的易危物種 ，由於許多黑黃檀的種子在尚未發芽前便已被啮齿动物所啃食，導致僅存的黑黃檀樹木群的再生率極低。另外絕大部分黑黃檀的原生林已被開發成農田，加上人為棲息地破壞等種種不利因素，黑黃檀逐漸瀕臨滅絕。為了保育僅存的黑黃檀，在1992年11月6日《瀕危野生動植物種國際貿易公約》，正式宣布嚴格限制其商業貿易的用途。

## 圖集

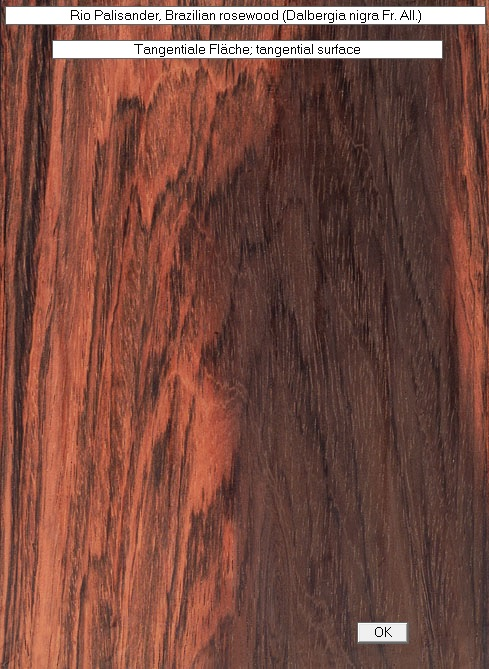
巴西黑黃檀的木材紋理
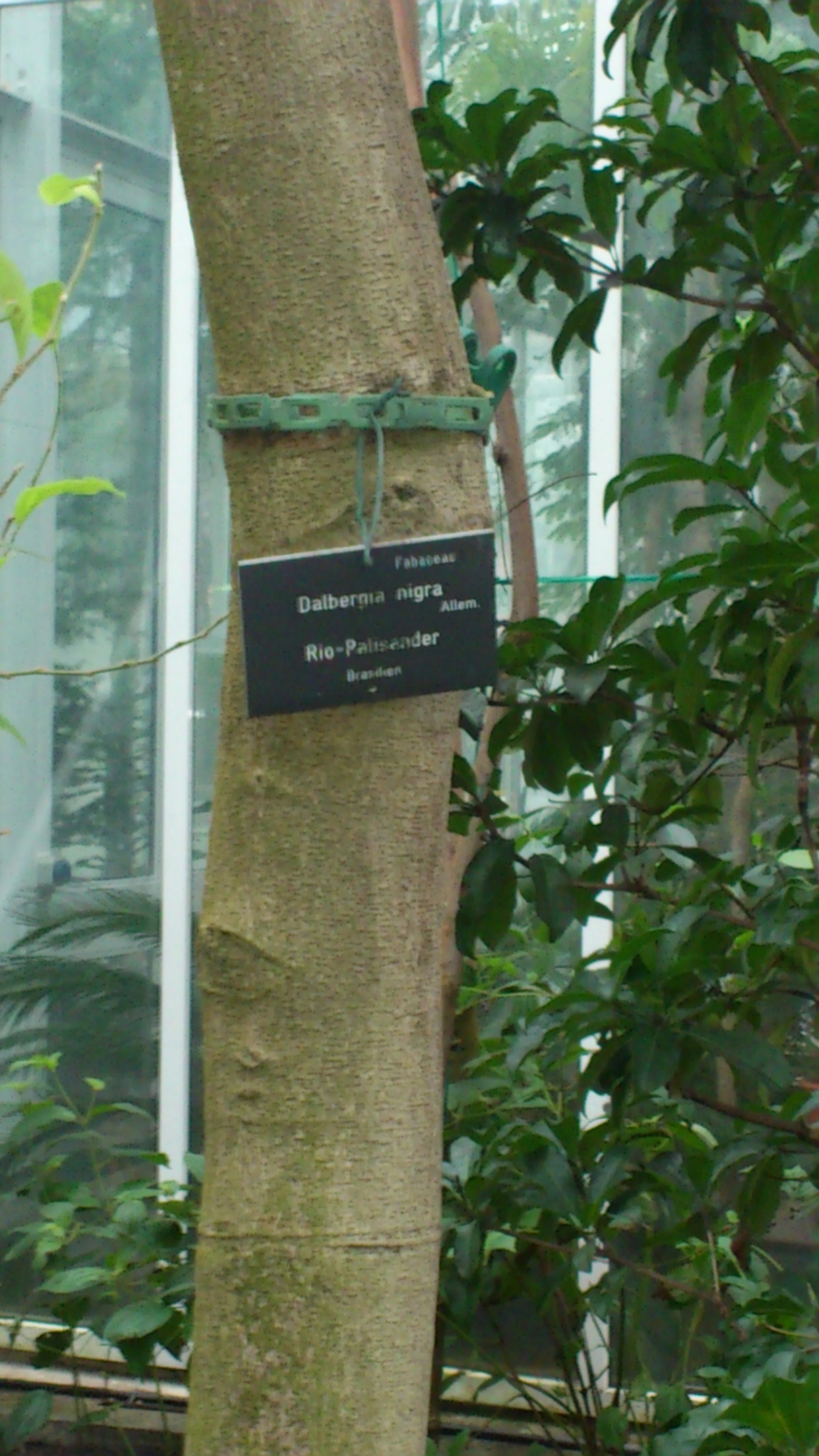
巴西黑黃檀的樹皮
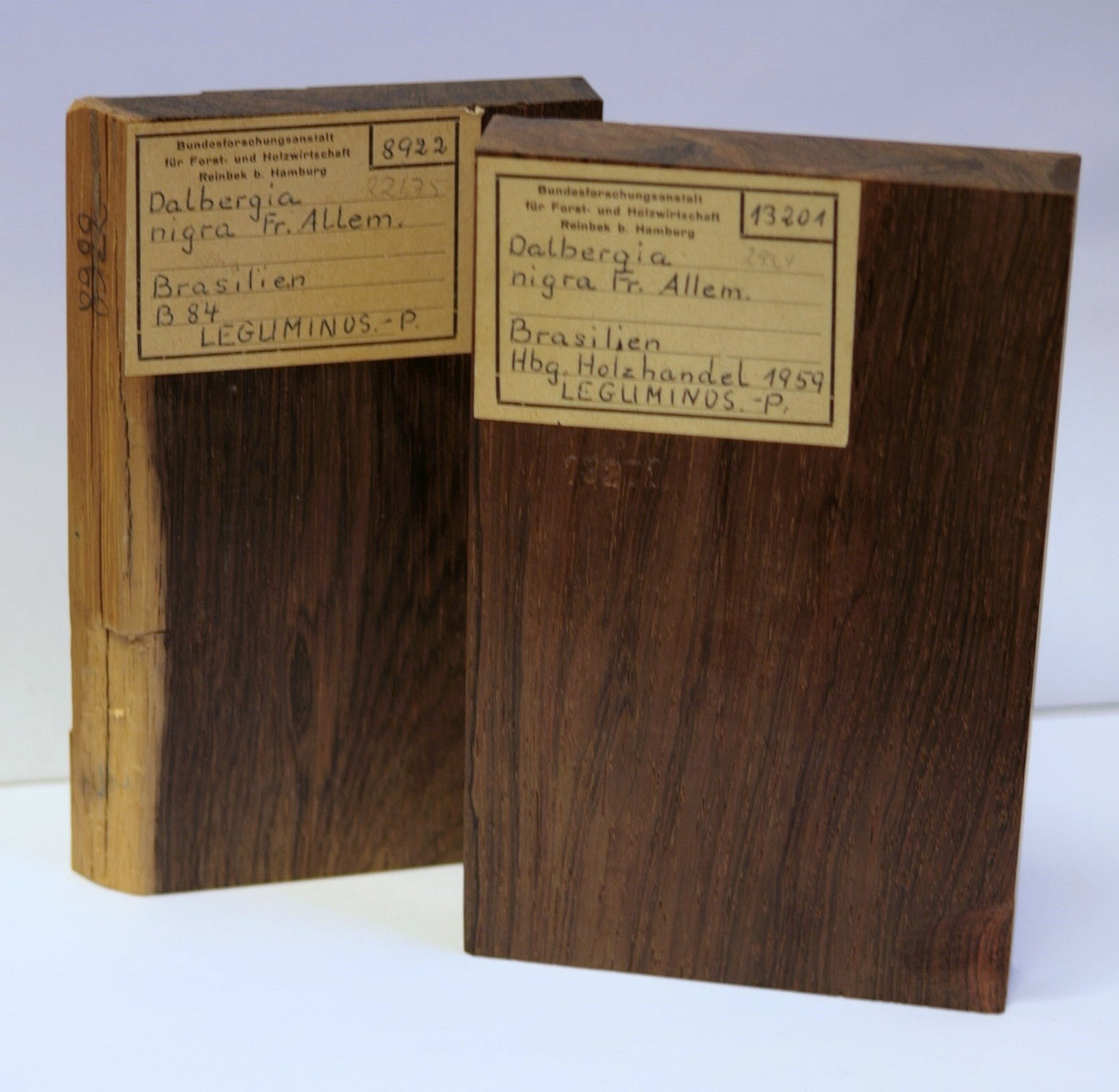
用於林業研究的巴西黑黃檀樣品
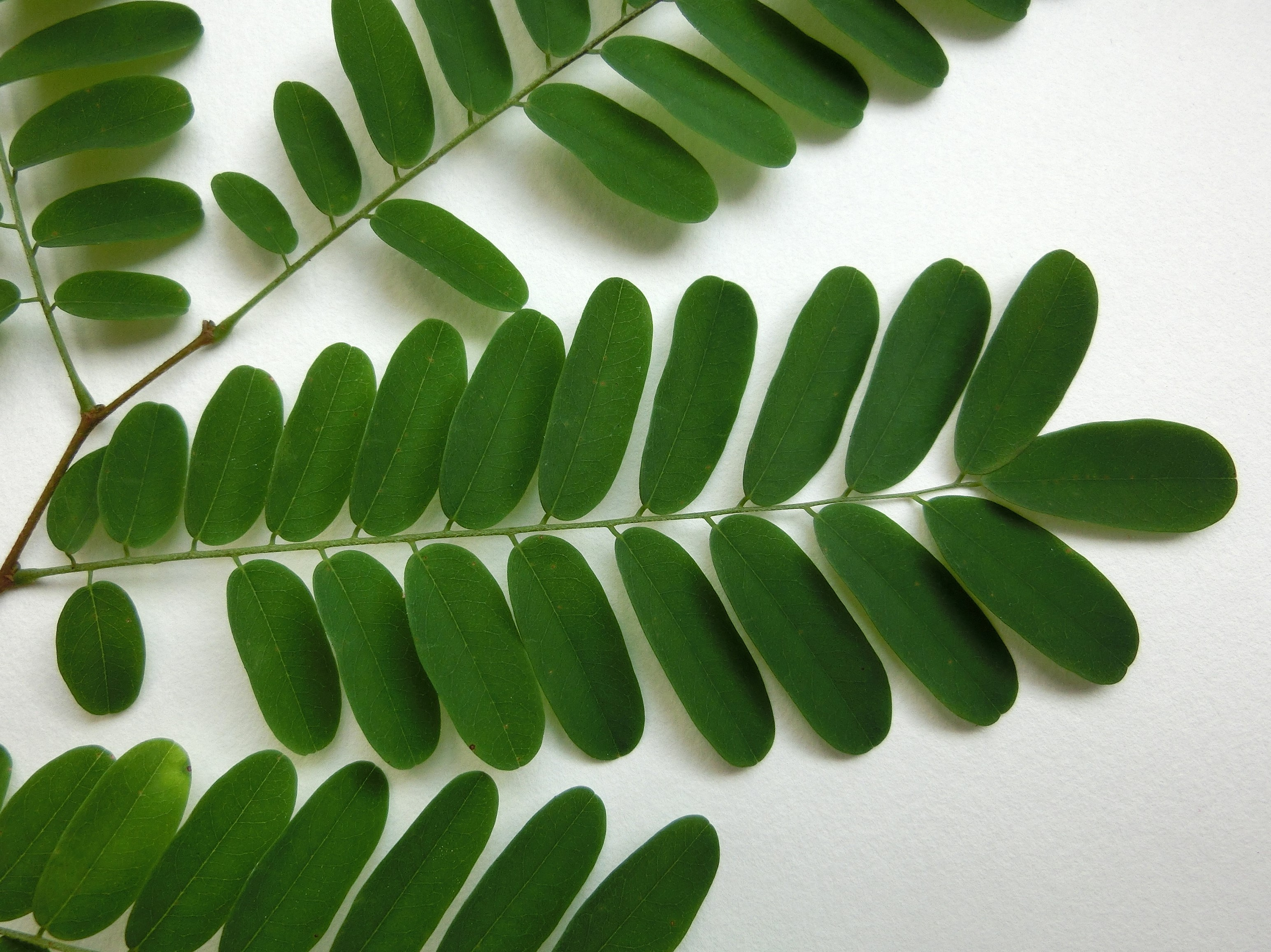
巴西黑黃檀的葉子
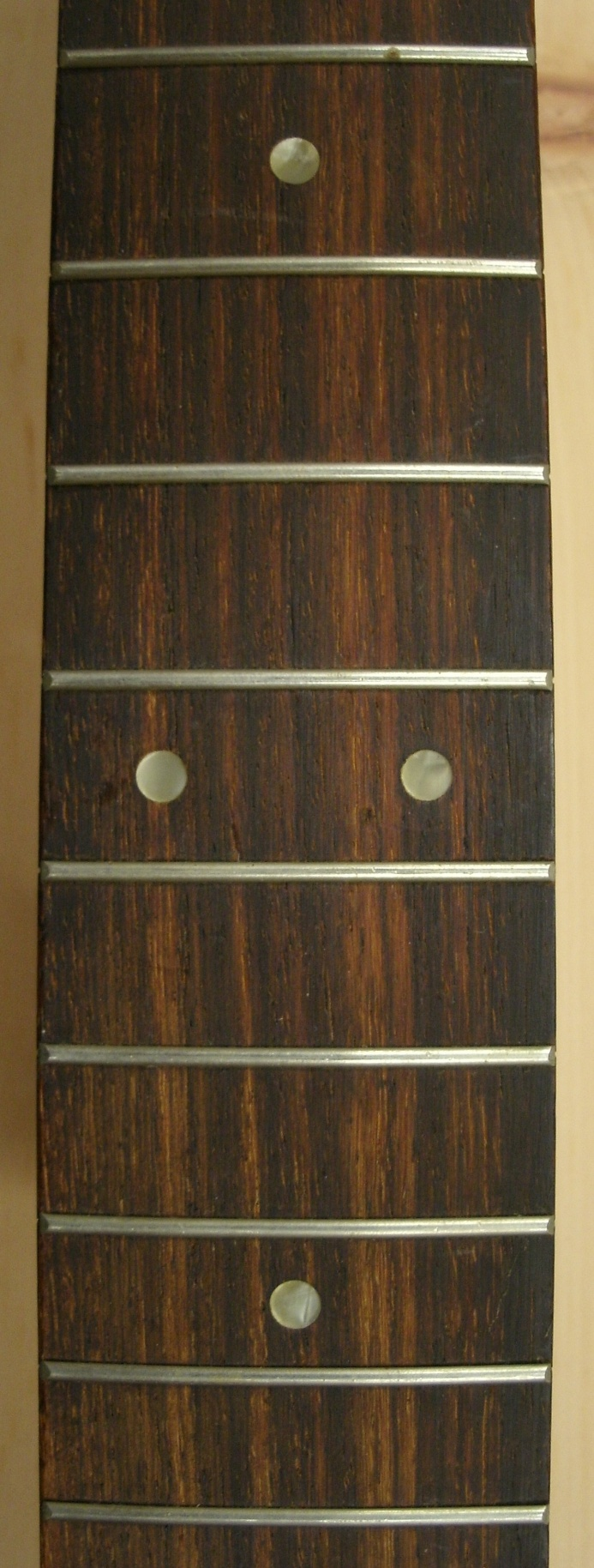
用巴西黑黃檀製成的吉他指板

## 外部連結
- 以巴西玫瑰木製作吉他的相片 （页面存档备份，存于）
- ARKive.org: Dalbergia nigra (Brazilian Rosewood)